# Вєтров Ігор Олександрович
Ігор Олександрович Вєтров (1 серпня 1924, Київ, Українська РСР — 20 квітня 1998) — український і радянський актор і кінорежисер.

## Біографія
У 1941 році закінчив планерну школу. Учасник німецько-радянської війни.
У 1948 році закінчив київську школу кіноактора.
У 1967 році закінчив Київський інститут імені Івана Карпенка-Карого, в 1968 році — режисерський факультет КДІТМ імені І. К. Карпенка-Карого.
Як актор знімався здебільшого в епізодичних ролях.

## Фільмографія

### Актор
- 1954 — «„Богатир“ іде в Марто»
- 1956 — «Іван Франко»

### Режисер
- 1955 — «Зірки на крилах» (асистент режисера у співавт.)
- 1958 — «Блакитна стріла» (2-й режисер)
- 1961 — «Радість моя» (у співавт. з М. Мащенком)
- 1963 — «Новели Красного дому» (у співавт. з М. Мащенком)
- 1966 — «Дні льотні» (2-й режисер)
- 1966 — «Два роки над прірвою» (2-й режисер)
- 1969 — «Втікач з «Янтарного»»
- 1969 — «Дума про Британку»
- 1970 — «Родина Коцюбинських» (2-й режисер)
- 1971 — «Ні дня без пригод»
- 1972 — «Випадкова адреса»
- 1974 — «Земні і небесні пригоди»
- 1980 — «Дивна відпустка»